# Dianfeng
Dianfeng (chinesisch 淀峰村 / 淀峰村, Pinyin Diànfēng Cūn) ist ein Dorf im Südwesten der Großgemeinde Zhujiajiao im Stadtbezirk Qingpu der chinesischen Stadt Shanghai. Dianfeng hat eine landwirtschaftlich genutzte Fläche von 34,6 ha, davon 4 ha Fischteiche. In dem Dorf leben etwas über 1000 Einwohner (September 2018). Es gibt drei von der Dorfregierung organisierte Fertigungsbetriebe sowie eine Pflanzenaufzuchtstation.

## Tempel der Vaterlandsliebe

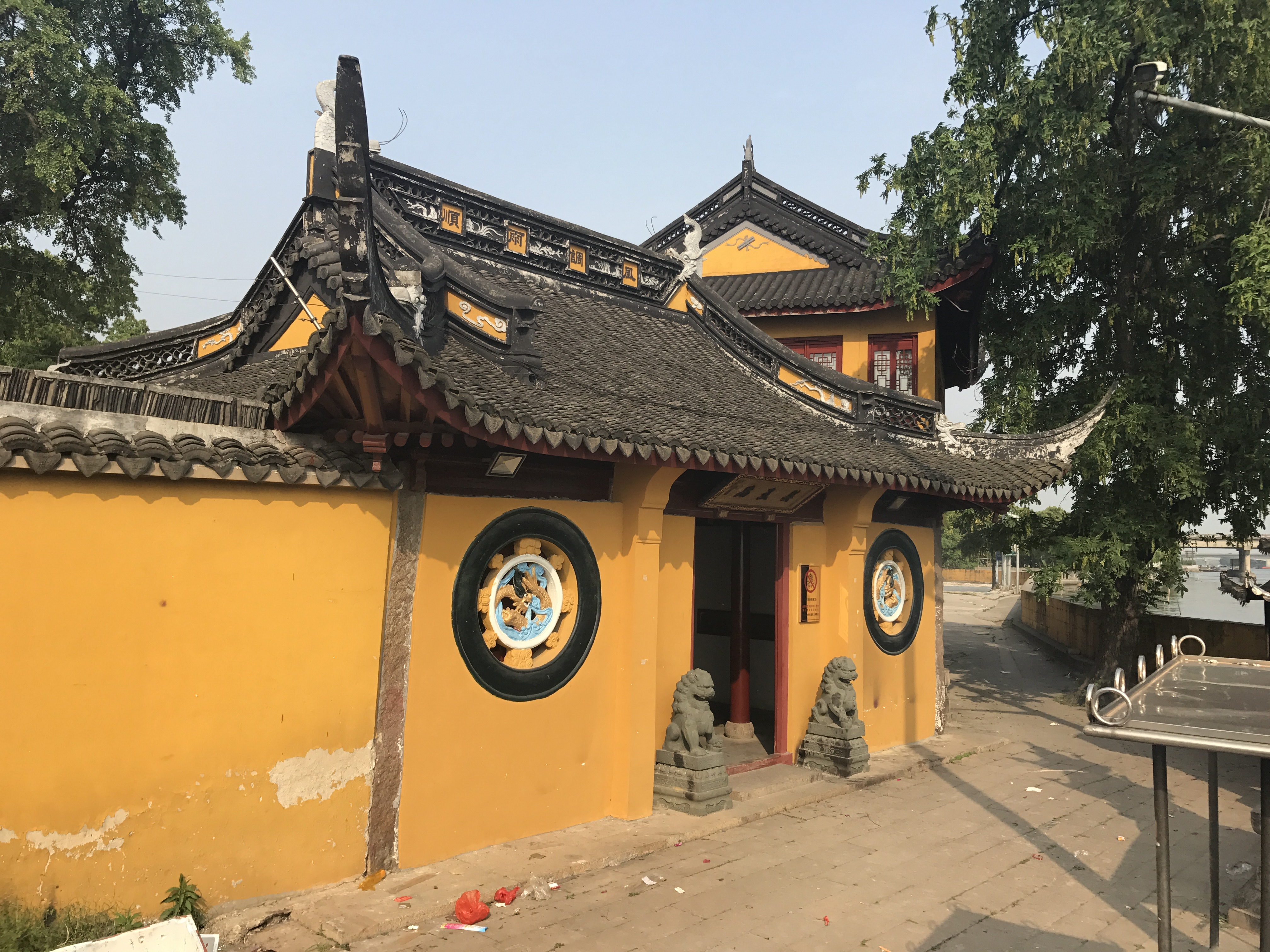
Eingang des Tempels der Vaterlandsliebe

Dianfeng ist berühmt für seinen am Ufer des  Dianshan Sees gelegenen buddhistischen Tempel, der ursprünglich als Tempel für den von Kaiser Zhu Yijun der Ming-Dynastie im Jahre 1614 zum Kriegsgott ernannten General Guan Yu (160–219) errichtet worden war. Einige Jahre vorher waren in der Gegend zwei kleinere Militärstützpunkte mit einer etatmäßigen Stärke von 300 Milizsoldaten im Kasernendienst, 20 Mann auf Patrouille sowie 20 Mann speziell zur Bekämpfung des Salzschmuggels eingerichtet worden.
Bei diesen Soldaten erfreute sich der Tempel einer großen Beliebtheit, und so wurde er 1640 stark ausgebaut.
Diese Popularität dauerte bis zum Ende der Kaiserzeit, erst nach Gründung der Republik China im Jahre 1912 ebbte die Verehrung von Guan Yu ab. Als zu Beginn der 80er Jahre in ganz China eine religiöse Wiederbelebung stattfand, wurde der ursprüngliche „Tempel des Prinzen Guan“ (chinesisch 关王庙, Pinyin Guān Wáng Miào) renoviert, in einen allgemeinen buddhistischen Tempel umgewandelt und für die Öffentlichkeit zugänglich gemacht. Obwohl vier zusätzliche Tempelhallen errichtet wurden, reichte dies nicht, um alle Gläubigen aufzunehmen. Daher stellte Ehrwürdiger Meister Zhenchan, Abt des Jadebuddha-Klosters in Shanghai und Vizepräsident der Buddhistischen Vereinigung Shanghais, im Jahre 1989 den Antrag, den Tempel weiter auszubauen und in „Tempel der Vaterlandsliebe“ (chinesisch 报国寺, Pinyin Bàoguó Sì) umzubenennen; die spirituelle Betreuung sollte durch Mönche des Jadebuddha-Klosters erfolgen. Diesem Wunsch wurde entsprochen. Heute umfasst das Tempelgelände 2,6 ha, davon mehr als 5000 m² Gebäudefläche. Obwohl dort nun offiziell eine Statue des Shakyamuni Buddha aus weißer Jade sowie eine mehr als 4 m hohe Statue des Bodhisattva Avalokiteshvara aus dem Holz des Kampferbaums verehrt werden, ist der Komplex im Volksmund bis heute als „Tempel des Prinzen Guan“ bekannt.

## Verkehrsanbindung
Dianfeng liegt etwa 7 km westlich vom Stadtzentrum Zhujiajiaos und kann von dort aus mit dem Auto über die Staatsstraße 318, auch bekannt als Huqingping-Straße, in 10 Minuten erreicht werden. Von der Bushaltestelle in der Xiangningbang-Straße verkehrt alle 8 Minuten ein Bus, der allerdings 45 Minuten bis zur Haltestelle Dianfeng benötigt. Von dort sind es noch etwa 500 m Fußmarsch über die Guanwangmiao-Straße zum Tempel (die Straßenbezeichnung aus der Ming-Dynastie wurde bei der Umbenennung des Tempels nicht geändert).